# 冈拜瑟伊
冈拜瑟伊（法語：Gambaiseuil，法語發音：[ɡɑ̃bɛzœj]）是法国伊夫林省的一个市镇，属于朗布依埃区。

## 地理
冈拜瑟伊（48°45'24"N, 1°43'55"E）面积18.92 平方千米，位于法国法蘭西島大區伊夫林省，该省份为法国北部内陆省份，北起瓦兹河谷省，西接厄尔省，西南接厄尔-卢瓦省，东南接埃松省，东临上塞纳省。
与冈拜瑟伊接壤的市镇（或旧市镇、城区）包括：布尔多内、韦格尔河畔孔代、冈拜、格罗鲁夫尔、伊夫林地区圣莱热。

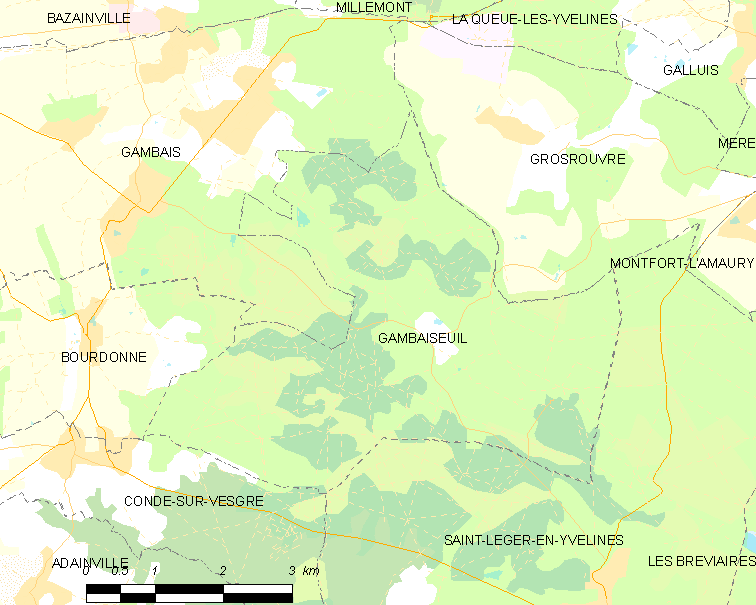
冈拜瑟伊的OSM定位图

冈拜瑟伊的时区为UTC+01:00、UTC+02:00（夏令时）。

## 行政
冈拜瑟伊的邮政编码为78490，INSEE市镇编码为78264。

## 政治
冈拜瑟伊所属的省级选区为朗布依埃县。

## 人口

1962-2008年间冈拜瑟伊人口变化图示

冈拜瑟伊于2022年1月1日时的人口数量为65人。